# PDF (ген)
PDF (англ. Peptide deformylase, mitochondrial) – білок, який кодується однойменним геном, розташованим у людей на короткому плечі 16-ї хромосоми. Довжина поліпептидного ланцюга білка становить 243 амінокислот, а молекулярна маса — 27 013.
| 10         |  | 20         |  | 30         |  | 40         |  | 50         |
| ---------- |  | ---------- |  | ---------- |  | ---------- |  | ---------- |
| MARLWGALSL |  | WPLWAAVPWG |  | GAAAVGVRAC |  | SSTAAPDGVE |  | GPALRRSYWR |
| HLRRLVLGPP |  | EPPFSHVCQV |  | GDPVLRGVAA |  | PVERAQLGGP |  | ELQRLTQRLV |
| QVMRRRRCVG |  | LSAPQLGVPR |  | QVLALELPEA |  | LCRECPPRQR |  | ALRQMEPFPL |
| RVFVNPSLRV |  | LDSRLVTFPE |  | GCESVAGFLA |  | CVPRFQAVQI |  | SGLDPNGEQV |
| VWQASGWAAR |  | IIQHEMDHLQ |  | GCLFIDKMDS |  | RTFTNVYWMK |  | VND        |

A: Аланін

C: Цистеїн

D: Аспарагінова кислота

E: Глутамінова кислота

F: Фенілаланін

G: Гліцин

H: Гістидин

I: Ізолейцин

K: Лізин

L: Лейцин

M: Метіонін

N: Аспарагін

P: Пролін

Q: Глутамін

R: Аргінін

S: Серин

T: Треонін

V: Валін

W: Триптофан

Кодований геном білок за функцією належить до гідролаз. 
Задіяний у такому біологічному процесі, як біосинтез білків. 
Білок має сайт для зв'язування з іонами металів, кобальтом. 
Локалізований у мітохондрії.